# 神戸神学校
神戸神学校（こうべしんがっこう）は、南長老ミッションが運営した神学校で、中央神学校の母体になった聖書信仰に立った神学校である。

## 歴史
1906年、明治学院に派遣されていたサムエル・フルトンは、同じく明治学院で教えていた植村正久が自由主義神学の教科書を使っていたという神学的な理由で、明治学院との協力関係を断った。
そして1907年、南長老ミッションが神戸に神戸神学校を設立して、フルトンが校長に就任した。最初の学生は、明治学院から移った5人の学生だった。アメリカ人宣教師W・ブカナン、H・マイアース（賀川豊彦『死線を越えて』のウィリアムス博士のモデル）、R・マカルピンらと、溝口悦次、青木澄十郎、内藤賀一らが教師になった。
教授たちの熱心な指導によって、日本基督教会の教師試験の合格率がトップになったが、1927年に大阪神学院と合併して閉校、中央神学校が誕生した。

## 卒業生
- 富田満（第1期）
- 賀川豊彦（第3期：富田満と一緒に転校したが、病気による休学で卒業が遅れた）
- 田中剛二（第17期）
- 藤田昌直（第19期）